# Сремска ТВ
Сремска ТВ је регионална телевизија у Србији. Са радом је почела у децембру 2001. године, док је 2007. добила дозволу за регионалну фреквенцију. Сремска ТВ је телевизија са целокупним програмом, свој програм емитује 24 часа. Седиште телевизије је у Шиду, али има неколико дописништава по Срему, у: Сремској Митровици, Инђији, Пећинцима, Старој Пазови и Руми.

## Емисије
- Новости 1, 2, 3;
- Срем на длану хроника посвећена општинама у Срему;
- Паор;
- Агро инфо;
- Вино и виноградарство;
- Срем арт;
- Очи у очи;
- Тема;
- Цицина тезга;
- Без тамбуре нема песме;
- Да је песме и вина;
- Ђаво не спава;
- МОБИЛ Е;
- Везе;
- Кухињица;
- Ств спорт.